# Championnat de Belgique féminin de football 2021-2022
Navigation
Super League 2020-2021 Super League 2022-2023
La saison 2021-2022 de la Super League belge de football féminin est la 51e édition de la première division belge, et la 7e Super League, après la fin de la BeNeLeague.

## Fonctionnement
Après une saison régulière avec des matchs aller et retour, du 20 août 2021 au 12 février 2022 (soit 18 journées), les 5 premières équipes et les 5 dernières équipes forment deux playoffs (les playoffs 1 et 2) où elles s'affrontent avec la moitié des points acquis en saison régulière. Chaque journée, une équipe est au repos, pour un total de 8 journées soit 26 journées au total.

## Promotions, relégations et qualifications
L'organisateur a décidé, afin de permettre aux équipes de se solidifier, de ne pas reléguer d'équipes pour les deux prochaines saisons.
Les championnes de D1 belge féminine peuvent êtres promues si elles obtiennent leur licence.
L'équipe championne de Super League se qualifie pour la phase de qualification de la Ligue des champions féminine de l'UEFA 2022-2023.

## Liste des clubs
| \| Standard de Liège Anderlecht La Gantoise Ladies Genk OH Louvain Bruges Alost Woluwé Charleroi Zulte Waregem \| |
| Standard de Liège Anderlecht La Gantoise Ladies Genk OH Louvain Bruges Alost Woluwé Charleroi Zulte Waregem       |

| Nom du club                            | Entraîneur           | Stade                             | Capacité | Nbre titres/Coupes |
| -------------------------------------- | -------------------- | --------------------------------- | -------- | ------------------ |
| Standard de Liège                      | Stéphane Guidi       | Académie Robert Louis-Dreyfus     | 800      | 20/8               |
| RSC Anderlecht                         | Johan Walem          | Centre National Tubize            | 1 000    | 6/10               |
| KAA La Gantoise                        | Dave Mattheus        | Stade PGB                         | 2 500    | -/2                |
| KRC Genk Ladies                        | Luc Verstraeten      | Luminus Arena, terrain B          | 1 000    | -/-                |
| Oud-Heverlee Louvain                   | Jimmy Coenraets      | Gemeentelijk Sportstadion         | 3 300    | -/-                |
| Club Bruges                            | Leo Van Der Elst     | Stade Jan-Breydel, terrain annexe | 1 000    | -/-                |
| Eendracht Alost Ladies                 | Dirk Decoene         | JeugdComplex Zandberg             | 4 500    |                    |
| Football Club Fémina White Star Woluwé | Audrey Demoustier    | Complexe Stade Fallon             | 3 165    |                    |
| Royal Charleroi Sporting Club          | Aline Zeler          | Complexe de Marcinelle            |          |                    |
| SV Zulte Waregem                       | Jean-Marie Saeremans | Gemeentelijk Sportstadion Zulte   |          |                    |

## Compétition

### Saison régulière
| Rang | Équipe                 | Pts | J  | G  | N | P  | Bp | Bc | Diff |
| ---- | ---------------------- | --- | -- | -- | - | -- | -- | -- | ---- |
| 1    | RSC Anderlecht T       | 45  | 18 | 15 | 0 | 3  | 61 | 15 | +46  |
| 2    | OHL                    | 44  | 18 | 14 | 2 | 2  | 53 | 10 | +43  |
| 3    | Standard de Liège      | 36  | 18 | 11 | 3 | 4  | 39 | 29 | +10  |
| 4    | Club Bruges            | 35  | 18 | 11 | 2 | 5  | 41 | 21 | +20  |
| 5    | KRC Genk Ladies        | 30  | 18 | 9  | 3 | 6  | 36 | 25 | +11  |
| 6    | AA Gand Ladies         | 29  | 18 | 9  | 2 | 7  | 36 | 20 | +16  |
| 7    | SV Zulte Waregem       | 22  | 18 | 7  | 1 | 10 | 23 | 29 | -6   |
| 8    | Royal Charleroi SC     | 9   | 18 | 3  | 0 | 15 | 16 | 64 | -48  |
| 9    | Fémina White Star      | 7   | 18 | 2  | 1 | 15 | 16 | 65 | -49  |
| 10   | Eendracht Alost Ladies | 6   | 18 | 2  | 0 | 16 | 17 | 60 | -43  |

| Légende : | Légende : |
| --------- | --- |
|           | Équipes qualifiées pour les play-offs 1 |
|           | Équipes qualifiées pour les play-offs 2 |
|           | T : Tenant du titre P : Promu Pts points ; G victoires ; N match nuls ; P défaites Bp buts marqués ; Bc buts encaissés ; Diff différence de buts |

### Play-offs 1
| Rang | Équipe            | Pts | J | G | N | P | Bp | Bc | Diff |
| ---- | ----------------- | --- | - | - | - | - | -- | -- | ---- |
| 1    | RSC Anderlecht    | 44  | 8 | 7 | 0 | 1 | 22 | 5  | +17  |
| 2    | OHL               | 36  | 8 | 4 | 2 | 2 | 23 | 10 | +13  |
| 3    | Standard de Liège | 29  | 8 | 3 | 2 | 3 | 12 | 15 | -3   |
| 4    | KRC Genk Ladies   | 22  | 8 | 1 | 4 | 3 | 7  | 14 | -7   |
| 5    | Club Bruges       | 20  | 8 | 0 | 2 | 6 | 5  | 25 | -20  |

| Légende : | Légende : |
| --------- | --- |
|           | Champion |
|           | T : Tenant du titre Pts points ; G victoires ; N match nuls ; P défaites Bp buts marqués ; Bc buts encaissés ; Diff différence de buts |

### Play-offs 2
| Rang | Équipe                 | Pts | J | G | N | P | Bp | Bc | Diff |
| ---- | ---------------------- | --- | - | - | - | - | -- | -- | ---- |
| 1    | AA Gand Ladies         | 39  | 8 | 8 | 0 | 0 | 34 | 2  | +32  |
| 2    | SV Zulte Waregem       | 26  | 8 | 5 | 0 | 3 | 18 | 8  | +10  |
| 3    | Eendracht Alost Ladies | 16  | 8 | 4 | 1 | 3 | 11 | 11 | 0    |
| 4    | Fémina White Star      | 10  | 8 | 2 | 0 | 6 | 5  | 24 | -19  |
| 5    | Royal Charleroi SC     | 6   | 8 | 0 | 1 | 7 | 1  | 24 | -23  |

| Légende : | Légende : |
| --------- | --- |
|           | P : Promu Pts points ; G victoires ; N match nuls ; P défaites Bp buts marqués ; Bc buts encaissés ; Diff différence de buts |

## Statistiques

### Meilleures buteuses
Mise à jour le 2 mai 2022.
| Rg | Joueuse             | Club                 | Buts |
| -- | ------------------- | -------------------- | ---- |
| 1. | Tessa Wullaert      | RSC Anderlecht       | 18   |
| 2. | Marie Detruyer      | Oud-Heverlee Louvain | 10   |
| 2. | Celien Guns         | Club Bruges          | 10   |
| 2. | Hanne Merkelbach    | Standard de Liège    | 10   |
| 5. | Gwen Duijsters      | KRC Genk             | 9    |
| 6. | Davinia Vanmechelen | Standard de Liège    | 8    |
| 6. | Luna Vanzeir (en)   | Oud-Heverlee Louvain | 8    |
| 8. | Charlotte Cranshoff | Oud-Heverlee Louvain | 7    |
| 8. | Amber Maximus       | RSC Anderlecht       | 7    |

| Rg | Joueuse             | Club                 | Buts |
| -- | ------------------- | -------------------- | ---- |
| 1. | Tessa Wullaert      | RSC Anderlecht       | 8    |
| 2. | Amanda Johnsson     | Oud-Heverlee Louvain | 7    |
| 3. | Davinia Vanmechelen | Standard de Liège    | 4    |
| 3. | Sarah Wijnants      | RSC Anderlecht       | 4    |